# يوحنا الثامن عشر
البابا يوحنا الثامن عشر (باللاتينية: Ioannes XVIII) ـ (توفي في يونيو أو يوليو 1009) هو بابا الكنيسة الكاثوليكية وحاكم الدولة البابوية في الفترة من يناير 1004 إلى تنازله عن الكرسي في يونيو 1009، قبل أن يقضي نحبه في أحد الأديرة بعد فترة وجيزة.